# 영화 (기독교)
영화(glorification)란 기독교에서 여러 의미가 있지만 일반적으로 죽음을 지나서 인간 구원의 완전한 상태를 의미한다. 죄인이 의롭게되어 성화의 과정을 통과하고 죽음으로 육신을 벗어나 죄로부터 완전히 벗어나 하나님과 함께 연합하는 구원의 완전한 상태를 말한다.

## 영화(榮化)의 의미
이는 하나님께서 약속하신 일은 반드시 이루어진다는 사실에 근거한 것으로써
그리스도의 속죄 사역과 중보 사역을 절대 신뢰하는 데 그 출발점을 둔다(요10:27-29;롬11:29;빌1:6)
1) 협의적 의미 - 성도가 죽는 날에 영혼의 성화가 완성됨을 말한다.
2) 광의적 의미 - 그리스도의 재림 시에 부활에 의하여 영혼과 신체의 구속 완성(救贖 完成)을 말한다

## 영화의 시기
1) 성도의 영화는 그리스도의 재림과 함께 발생한다(딛2:13;마22:30).
2) 그리스도께서 세상 심판을 통하여 피조계 전체를 새롭게 하심과 아울러 이루어진다(롬8:20,21;벧전3:12,13).
3) 성도의 영화는 성도의 몸이 부활하여 영광의 몸으로 변화될 때 이루어진다(빌3:21).
4) 영혼의 영화는 성화와 같이 점진적인 과정이 아니라 성령의 순간적 행동이다(눅23:43;고후5:6-8)

## 영화의 모습
1) 썩지 않을 것으로 다시 살아난다(고전15:42,52)
2) 강한 것으로 다시 살아난다(고전15:43)
3) 죽지 않을 것으로 다시 살아난다(고전15:53),
4) 영광스러운 것으로 다시 살아난다(빌3:21;고전15:43),
5) 신령한 몸으로 다시 살아난다(고전15:43-44).
6) 하늘에 속한 이의 형상을 입는다(고전15:49)
7) 다시는 사망이 없고 애통하는 것이나 곡하는 것이나 아픈 것이 다시 있지 아니한다(계21:4)
< 소요리 문답 37 > 신자가 죽을 때에 그리스도에게서 무슨 유익을 받는가?
<답> 신자가 죽을 때에 그 영혼이 완전히 거룩하게 되어 즉시 영광중에 들어가고 그 몸은 여전히 그리스도께 연합하여 부활할 때까지 무덤에서 쉰다(눅23:43,16:23;빌1:23;고후5:6-8;살전4:14;롬8:23;계14:13,19:8;행7:55-59;요5:28).
< 소요리 문답 38 > 신자가 부활할 때에는 그리스도에게서 무슨 유익을 받는가?
<답> 영광중에 다시 살아남을 입어 심판날에 밝히 안다 하심과 죄 없다 하심을 받고 완전히 복을 받아 영원토록 하나님을 흡족하게 즐거워하는 것이다(고전2:9,15:42,43;마25:33,34,10:32;살전4:17;시16:11).

## 구원론의 주제과 비고
구원의 서정에서
- 소명, 중생, 칭의, 회심까지는 구원의 과거 형태이며,
- 성화는 현재 형태,
- 영화는 미래 형태이다.이는 영화가 죽음 이후에 이루어지기 때문이다.

따라서 영화는 구속의 전 과정의 완성이다.